# 玉台新詠
『玉台新詠』（ぎょくだいしんえい、旧字体：玉臺新詠）は、中国の南北朝時代に編纂された詩集。『玉臺新詠集』ともいう。全10巻。南朝陳の徐陵（507年 - 583年）の撰。ただし実際には、南朝梁の簡文帝蕭綱が皇太子（東宮）時代に近侍の臣であった徐陵に命じて編纂したものといわれる。簡文帝は早く亡くなった兄の昭明太子蕭統が『文選』を編纂し、古来の詩・賦・文章の佳編を総集したのに対し、かれによって漢から南朝梁に至るまでのすぐれた詩集を総集せしめた。その10巻は、五言詩二韻詩1巻に分かれ、その中心は当時流行した「宮体詩」（「宮体」とは「東宮の詩体」の意味と呼ばれる）と綺艶（きえん）と呼ばられる綺羅脂粉の詩が中心となっている。換言すれば当世風の詩の選集で、南朝梁の武帝蕭衍をはじめとする皇族やその臣下たちを中心とするが、漢以来の古詩の誠実さの気風は失われていない。資料としても曹植の「棄婦篇」、庾信の「七夕詩」などは本書により伝えられるもの、『文選』所収の無名氏『古詩十九首』中9首を枚乗の作とし、「飲馬長城窟行」を蔡邕の作とするなど、比較考証の資となる点が多く、『文選』とともに古詩研究の重要な書物となっている。

## 主な訳注書
- 鈴木虎雄 編『玉台新詠集』（初版1953-56年、復刊1994年ほか）岩波書店〈岩波文庫 上中下〉。
- 内田泉之助[1] 編『玉台新詠』明治書院〈新釈漢文大系 60・61〉、1974-75年。
- 石川忠久 編『玉台新詠』学習研究社〈中国の古典 25〉、1986年。